# Fabiola Rayas Chávez
Fabiola Rayas Chávez (Morelia, 1985) es una artista multidisciplinaria mexicana. Su obra integra pintura, fotografía y performance para explorar temas relacionados con la memoria, la violencia estructural y la desaparición forzada en México.

## Biografía
Es licenciada en artes visuales con especialidad en pintura por la Universidad Michoacana de San Nicolás de Hidalgo. Se graduó en 2012 y ha trabajado desde 2009 en el arte del performance y colabora igualmente en el Taller de Manero, en La Habana, Cuba, donde estudió en la Academia de San Alejandro. Combina diversas disciplinas artísticas para abordar problemáticas sociales y psicológicas, enfocándose en la violencia del trauma y la memoria.

## Estilo artístico
La obra de Fabiola Rayas Chávez se caracteriza por el uso simbólico y metonímico del cuerpo, evitando representaciones explícitas de violencia. A través de objetos como muñecas y zapatos, evoca la ausencia y el dolor asociados a la desaparición forzada. Su enfoque busca liberar aquello que ha sido silenciado, desde secretos familiares hasta traumas colectivos.
A  lo  largo  de  su  trabajo  se  han  originado  comunidades  emocionales  que  nacen  a  partir  del acompañamiento cotidiano, al tiempo que se producen obras, en donde el cuerpo individual y social, se emplea para comunicar y accionar diferentes afectos en el espacio público. Con ello se ha permitido borrar los límites en el campo del arte, la vida, el activismo y las emociones como consecuencia del involucramiento y la lucha conjunta de mujeres.

Para la artista, el cuerpo ausente se va desconfigurando al momento que este se percibe como un estigma de criminalidad y violencia, el cual se genera por la desinformación y simulación que difunden las propias autoridades (...). Por lo que una de las labores es honrar y abrazar con empatía a aquellos y aquellas que se encuentran ausentes.

## Obra

### ¿De qué hablan las muñecas?
Entre sus proyectos destacados y visibles se encuentra ¿De qué hablan las muñecas? (2015), donde explora las historias de 13 mujeres a través de muñecas y objetos personales, abordando secretos familiares y violencia de género, estableciendo un diálogo íntimo con la historia personal y colectiva femenina en México. Fue desarrollado con el apoyo del Programa de Estímulo a la Creación y al Desarrollo Artístico del Consejo Nacional para la Cultura y las Artes.
Inspirada en una conversación con su abuela —quien, pese a haber fabricado muñecas como sustento económico, nunca tuvo una propia—, la propuesta aborda temas de género, silencio cultural y violencia estructural contra las mujeres. A través del arte, Fabiola Rayas Chávez indaga en los secretos heredados y en la función simbólica de las muñecas en la construcción de la identidad femenina.
La exposición incluye pinturas al temple, óleo y técnicas mixtas,  muñecas elaboradas en distintos materiales y una serie fotográfica. 

### Performance del Caminar
La performance del caminar surge de la fotografía de una silla vacía y unos zapatos. Esta imagen se vuelve contenedora de una reflexión más amplia: la ausencia de las personas desaparecidas por diversas causas, pero principalmente por una política vieja y extendida de violaciones graves a los derechos humanos.
Performance del Caminar, documentado en 2017, es una propuesta multidisciplinaria centrada en la desaparición forzada en Michoacán. El proyecto colabora con familiares de desaparecidos en Michoacán al realizar caminatas por rutas significativas o habituales de las víctimas. Este proyecto propone el arte como medio - no como fin - para visibilizar la violencia estructural y el impacto comunitario de las desapariciones. Las caminatas se llevan a cabo en los lugares de origen de las víctimas, lo que permite observar cómo la desaparición fragmenta de forma distinta a cada comunidad.
Las familias participantes documentadas han sido todas afectadas por múltiples desapariciones y desplazamientos forzados. A través de estas acciones, se han generado diálogos intergeneracionales sobre la memoria, la verdad y la justicia.
Su método de trabajo incluye un proceso colaborativo con las madres de personas desaparecidas, iniciando con entrevistas en sus hogares, y continuando con el proceso de caminata. Durante la marcha, la madre porta los zapatos del desaparecido, utilizados como símbolo metonímico de su presencia, representando los pasos que ya no están. La caminata se desarrolla en el espacio público, convirtiéndose en una acción de visibilización donde se confronta colectivamente la ausencia. Al regresar al hogar, se abre un espacio para la expresión verbal, propiciando una elaboración simbólica de la experiencia y una reivindicación de la memoria.
El recorrido es documentado en línea mediante una plataforma digital que presenta un “informe histórico” accesible al público. Esta cartografía digital registra el trazo del camino, incorpora un archivo de memoria compuesto de fotografías familiares, árboles genealógicos y testimonios escritos, y funciona como archivo de la búsqueda, haciendo visible la existencia del desaparecido tanto en el territorio como en el espacio virtual.

### La Isla de los Deseos
En 2019, participó en el proyecto Habeas Corpus en el Museo Universitario del Chopo como parte del Festival En Zona, donde presentó la acción performativa La isla de los deseos, que abordaba la liberación y aparición de personas privadas de su libertad.
En esta obra, la artista, se unió a otros artistas mexicanos en un diálogo con la obra del preso político cubano Luis Manuel Otero Alcántara. En su intervención, Fabiola Rayas Chávez presentó una obra en la que también expresa su demanda por la aparición de un amigo desaparecido. La instalación, que reflexiona sobre la ausencia y la represión, se centró en la cuestión de la desaparición forzada y los derechos humanos en América Latina, destacando la solidaridad con las víctimas de violencia estatal y la importancia de visibilizar estos casos a través del arte.

### Bordar por todxs
Bordar por todxs es otra obra colectiva continua, iniciada desde 2010, donde cientos miles de retratos de personas desaparecidos son bordados, cocidos, intervenidos.

Ante el tamaño de esta meta, se planteó como una convocatoria (usando el hashtag Bordalesatod@s) hacia la comunidad y los colectivos de familiares en búsqueda, o independientes. Se usan listas en construcción constante, de nombres, lugares y fechas de nacimiento, de desaparición, nombre del colectivo, si ha sido localizado, así como la persona que borda el retrato de esta persona. 
Esta pieza seguirá activa hasta bordarles a tod@s.